# Groß-Rohrheim
Groß-Rohrheim – gmina w Niemczech, w kraju związkowym Hesja, w rejencji Darmstadt, w powiecie Bergstraße.